# Ágios Kírykos
Ágios Kírykos är en kommunhuvudort i Grekland.   Den ligger i prefekturen Nomós Sámou och regionen Nordegeiska öarna, i den östra delen av landet, 230 km öster om huvudstaden Aten. Ágios Kírykos ligger 35 meter över havet och antalet invånare är 1 908. Den ligger på ön Nísos Ikaría.
Terrängen runt Ágios Kírykos är varierad. Havet är nära Ágios Kírykos åt sydost.  Det finns inga andra samhällen i närheten. 